# Jorge Paixão
Jorge Manuel da Silva Paixão Santos (Almada, 19 de dezembro de 1965), ou simplesmente Jorge Paixão, é um ex-futebolista português e actual treinador, a orientar o CD Mafra.

## Carreira como jogador
Nascido em Almada, Setúbal, Paixão teve uma carreira de 11 anos como futebolista profissional, quase sempre nos segundo e terceiro escalões do futebol português. Representou o Amora FC, a União de Coimbra, o Louletano e o GD Bragança.
Em 1985-86 representou a Académica de Coimbra na Primeira Liga. Deixou o futebol em Junho de 1995, com 29 anos, depois de representar o Atlético da Malveira. 

## Carreira como treinador
A carreira de Jorge Paixão como treinador começou em na época de 1999/2000 no Atlético da Malveira, passando depois por diversos clubes portugueses e no estrangeiro (em Angola, orientando o Recreativo da Caála, no Qatar, ao leme do Al-Mesaimeer Sports Club, onde ganhou a Taça do país em 2011, e na Polónia com o Zawisza Bydgoszcz, com quem ganhou uma Super Taça).
Em Setembro de 2013 chegou à Segunda Liga portuguesa treinando o Farense, mas apenas esteve em Faro durante alguns meses: no final de Fevereiro de 2014 foi anunciado como treinador do Sporting de Braga, tendo a sua primeira experiência na Primeira Liga portuguesa. 
Actualmente, treina o CD Mafra, da Segunda Liga.
Na temporada 2023/24, na sua época de estreia na segunda divisão em Marrocos pelo El Jadida, Jorge Paixão foi eleito o melhor treinador da divisão. O clube ficou em segundo lugar no campeonato, subindo assim para a primeira divisão marroquina. 

## Títulos

### Como treinador
Al-Mesaimeer Sports Club
- Taça do Qatar: 2011[6]

Zawisza Bydgoszcz
- Super Taça Polaca: 2014[8]